# ۲۳۵ (عدد)
۲۳۵ یک عدد طبیعی است که بعد از ۲۳۴ و قبل از ۲۳۶ قرار دارد.